# Trichomalopsis genalis
Trichomalopsis genalis är en stekelart som först beskrevs av Graham 1969.  Trichomalopsis genalis ingår i släktet Trichomalopsis och familjen puppglanssteklar. Inga underarter finns listade i Catalogue of Life.